# 圣妇方济加圣殿
圣妇方济加圣殿（義大利語：Basilica di Santa Francesca Romana），原名“新圣母堂”（Santa Maria Nova），是一座天主教宗座圣殿，位于意大利罗马坎皮特利区，毗邻古罗马广场。

## 历史
该堂建于十世纪下半叶，并入一座八世纪经堂，教宗保禄一世发掘出维纳斯和罗马神庙门廊；它被命名为新圣母堂，以区别于古罗马广场另一座供奉圣母的教堂“老圣母堂”（Santa Maria Antiqua），在十世纪已经破败。何諾三世在十三世纪重建教堂，建造钟楼，半圆形后殿装饰有镶嵌艺术Maestà,圣母在圣徒的陪伴下登基。从那时起内部就被改变了。自1352年以来，该堂一直由橄榄会管理。在16世纪，该堂改为供奉圣妇方济加，她于1608年封圣，圣髑在该堂的地下室。在她的青年时期，是由本笃会修士管理。它的石灰华门廊和立面由卡洛·隆巴迪设计，于1615年完工。
Vincenzo Forcella收集并出版了在圣妇方济加（新圣母堂）发现的铭文，这是一个展示教堂历史的宝贵资料。
内部只有一个中殿，侧面有小堂，在1595年开始由隆巴迪重建。在中殿中间是旧教堂的长方形的音乐学校，覆盖马赛克。另一个突出的特点是由吉安·洛伦佐·贝尼尼（1638-49）设计的多彩大理石告解室，四根柱子镶嵌碧玉。

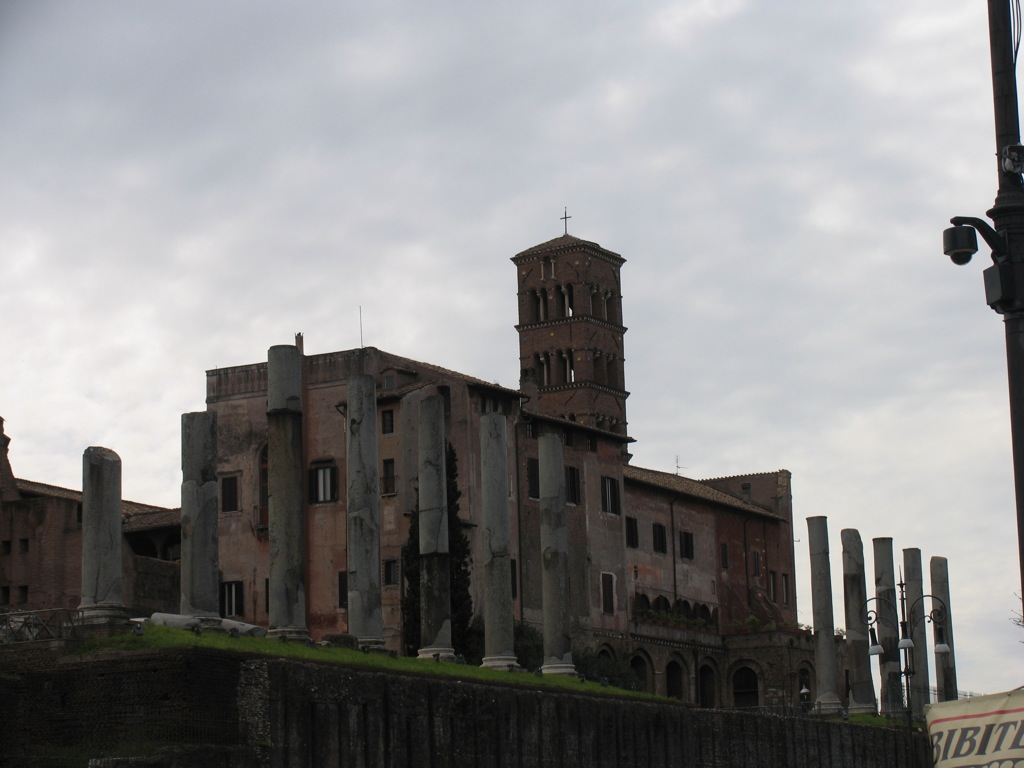
后部, 维纳斯和罗马神庙废墟

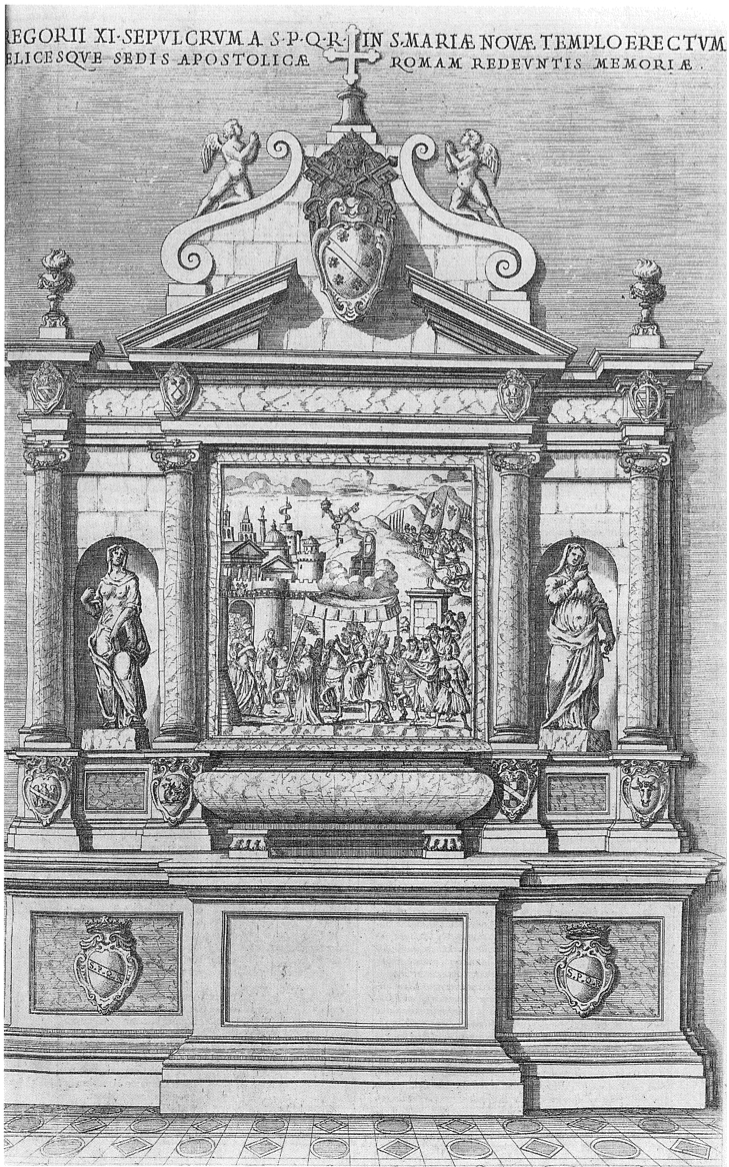
额我略十一世墓

祭衣间收藏了从老圣母堂带来的珍贵的5世纪初的“温柔圣母”（Madonna Glycophilousa）像。十二世纪的“圣母子”已被画在它上面，在1950年被精心地从脱离出来。
目前教堂的地点，原为教宗保禄一世所建的古代经堂，此处为術士西門死去的地方。根据传说，西門·馬吉斯想要证明他的力量比宗徒更强大，在圣伯多禄和圣保禄面前开始升空。两位宗徒跪下讲道，于是西門摔下死亡。印下两位宗徒的膝盖印记的玄武岩石头，被嵌入南耳堂的墙壁。
在南耳堂，有将教廷从阿维尼翁回归罗马的教宗额我略十一世墓，由保罗奥利维耶里设计重建（签名日期为1584年）。
执事于1661年8月8日被取缔。新圣母堂于1887年3月17日由教宗利奥十三世重建，定为设有枢机司铎的领衔堂区。现任枢机司铎是安傑洛·索達諾，但对堂区或神职人员并没有管辖权。。
圣妇方济加被称为汽车司机的主保圣人，因为有一个传说，旅行时一位天使曾经在晚上用灯照亮她。在她的庆日（3月9日）汽车一直排到斗兽场，以分享祝福。
在爱尔兰都柏林的圣十字学院教堂的立面，是圣妇方济加圣殿的复制品。它由哥特式建筑师J.J. 麦卡锡设计。是他哥特作品中唯一的例外。
- 安傑洛·索達諾（1991-1994）自1994年成为阿尔巴诺枢机主教，后来是奥斯蒂亚枢机主教

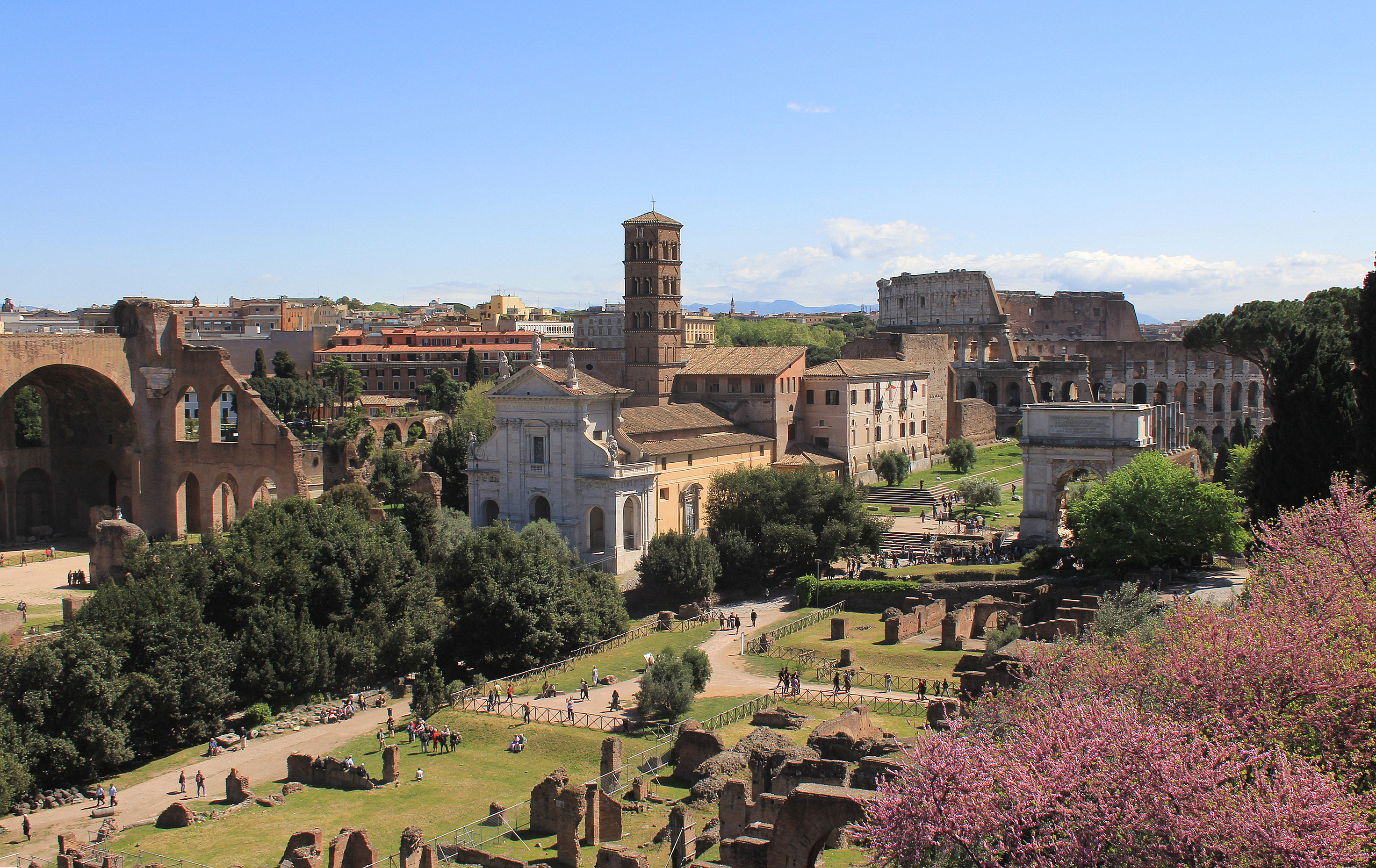